# Abborrtjärnen (Stensele socken, Lappland, 721039-159358)
Abborrtjärnen är en sjö i Storumans kommun i Lappland och ingår i Umeälvens huvudavrinningsområde.